# Roland Dieckmann
Roland Dieckmann (* 14. April 1965 in Eutin) ist ein deutscher Politiker (CDU).

## Ausbildung und Beruf
Nach der Mittleren Reife 1982 absolvierte Dieckmann eine Ausbildung zum Sozialversicherungsfachangestellten. Nach der Ableistung seines Wehrdienstes kehrte er 1987 zu seinem früheren Arbeitgeber, der Deutschen Angestellten-Krankenkasse, zurück, wo er bis zu seinem Eintritt in den Bundestag als Angestellter tätig war.

## Familie
Roland Dieckmann ist geschieden und hat zwei Kinder.

## Partei
Seit 1983 ist er Mitglied der CDU.

## Abgeordneter
Am 6. Mai 2005 rückte er für den ausgeschiedenen Abgeordneten Dietrich Austermann über die Landesliste Schleswig-Holstein in den Deutschen Bundestag nach.
In der 16. Wahlperiode (seit Oktober 2005) gehört er dem Bundestag nicht mehr an.